# Anton Schott (Sänger)

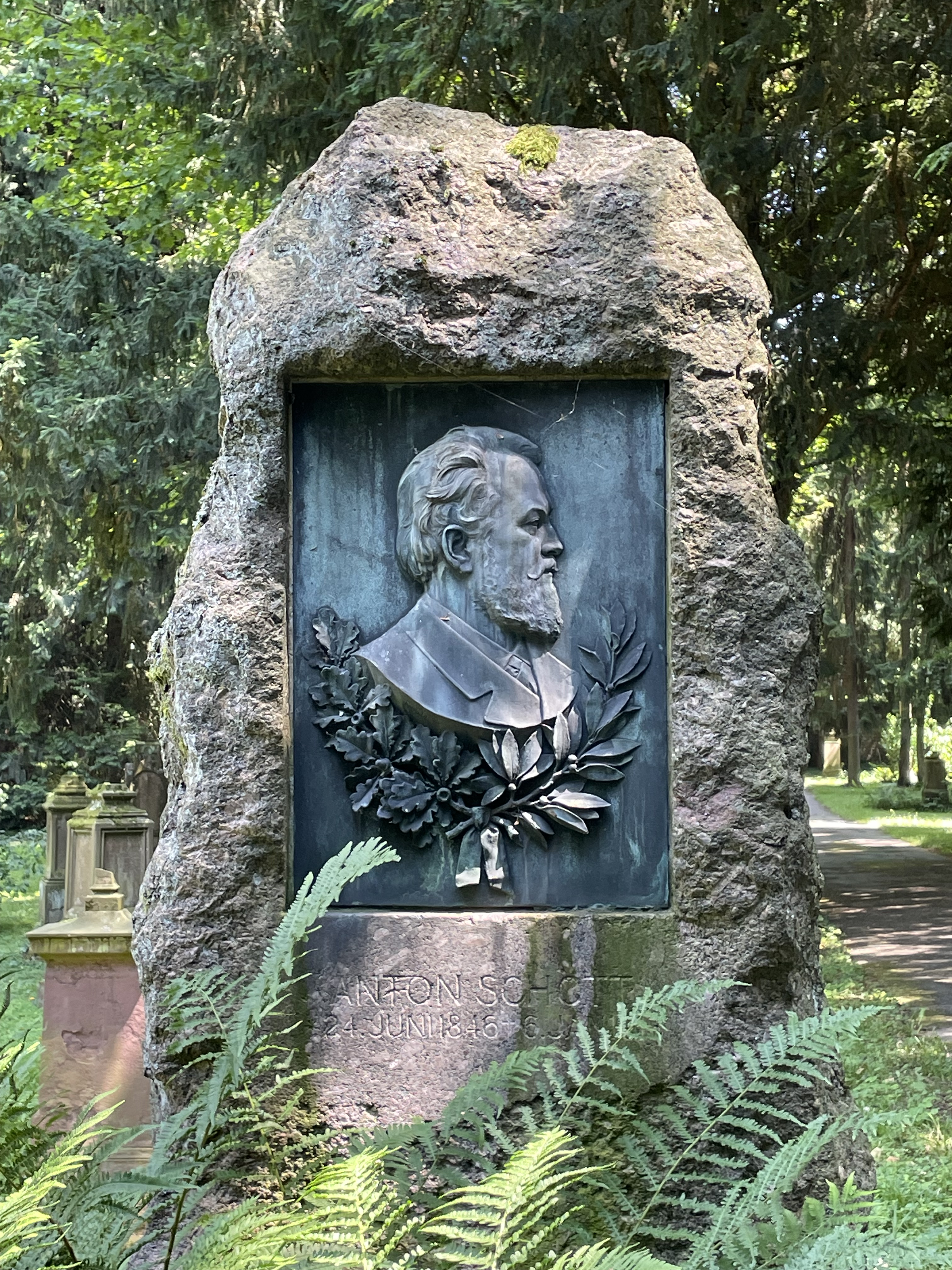
Grabstein von Anton Schott auf dem Alten Friedhof in Ludwigsburg

Anton Schott (* 25. Juni 1846 auf der Domäne Staufeneck bei Salach; † 6. Januar 1913 in Stuttgart) war ein deutscher Sänger.

## Leben
Schotts Großvater war der Jurist und Landtagsabgeordnete Albert Schott. Sein Vater, Eduard Saladin Schott, war Landwirt und Pächter der Domäne Staufeneck; seine Mutter war Maria Antonia, geb. Weyland. Anton Schott hatte sechs Geschwister, unter ihnen der Offizier und Schlachtenmaler Karl Albert von Schott sowie der Ordensgeistliche und Herausgeber Anselm Schott.
Anton Schott besuchte das Gymnasium in Darmstadt und später die Oberrealschule in Stuttgart. Anschließend schlug er die Offizierslaufbahn ein, 1866 verließ er die Kriegsschule als Leutnant und machte den Feldzug von 1866 auf der Seite Österreich-Ungarns und der Mittelmächte mit.
1867 kam Schott in die Familie des Oberleutnants Otto von Schroeder, mit dessen Tochter Laura er sich verlobte und die er 1873 heiratete. Schott nahm ein Jahr Urlaub vom Militär, um sich zum Sänger ausbilden zu lassen. Gesangsstunden nahm er bei Agnese Schebest. 1869 wechselte Schott zur Landwehr, wo er zum Seconde- und ein Jahr später zum Premierleutnant befördert wurde und im Deutsch-Französischen Krieg eingesetzt wurde. 1871 nahm Schott seinen Abschied vom aktiven Militärdienst und widmete sich in der Folge ganz dem Gesang.
1870 debütierte Schott im „Freischütz“ in der Frankfurter Oper, 1871 wurde er von der Münchner Hofoper engagiert, 1872 ging er dann als lyrischer Tenor an die Berliner Hofoper, 1875 als Heldentenor nach Schwerin, wo er Großherzoglich-Mecklenburgischer Kammersänger wurde. 1877 wechselte er an die Königliche Hofoper in Hannover, wo er Nachfolger von Albert Niemann wurde. 1881 bat Schott um seine Entlassung; er hatte die Burg Abenberg erworben, wo er als freier Künstler leben wollte. Die Burg schenkte Schott später seiner Ehefrau; beide lebten zu dieser Zeit getrennt voneinander.
1879 und 1882 erhielt Schott Engagements in London. Daneben sang er an der Met in New York und tourte mit der Wagner-Oper „Der Ring der Nibelungen“ durch Dänemark, die Niederlande, Belgien, England, Österreich, Italien und verschiedene deutsche Städte. 1889 trat Schott in St. Petersburg, Moskau und Kiew auf.
In den USA war Schott auch als Pädagoge tätig und leitete ein Konservatorium in Chicago. Ab 1900 lebte er als Musik- und Gesangslehrer in Stuttgart.
Anton und Laura Schott hatten vier Kinder. Anton Schott verstarb am 6. Januar 1913 im Alter von 66 Jahren in seiner Wohnung in der Gänsheidestraße in Stuttgart. Seine Frau starb zwei Tage später schwer erkrankt auf Burg Abenberg. Beide liegen auf dem Alten Friedhof in Ludwigsburg begraben. Das Bronzerelief auf dem Grabstein stammt von Luise Donndorf, der Tochter und Schülerin des Bildhauers Adolf von Donndorf.

## Veröffentlichungen
- Hie Welf! Hie Waibling! Streitfragen auf dem Gebiete des Gesanges vom Standpunkt eines singenden Darstellers. Berlin 1904.